# Thomas Walter Bickett

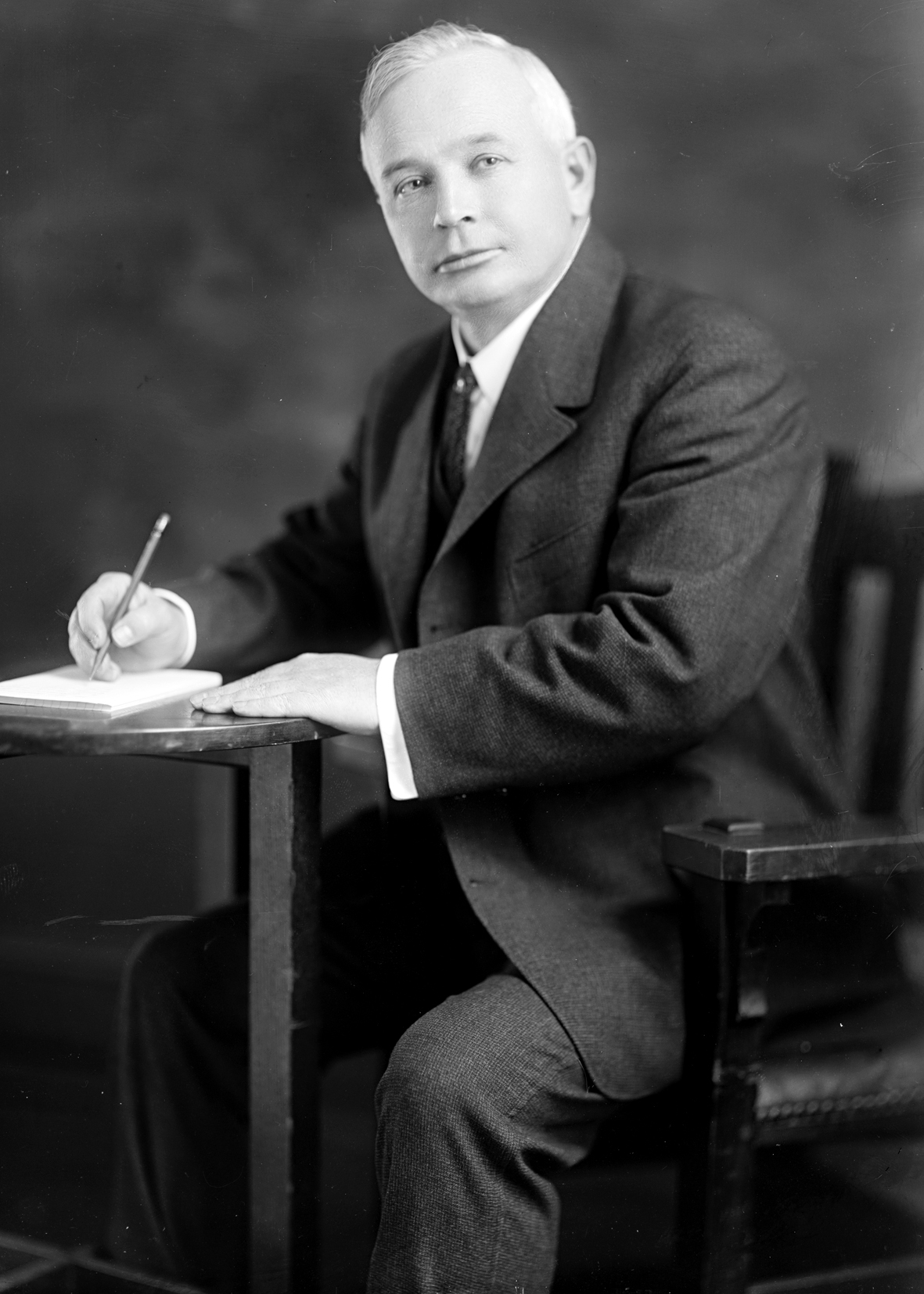
Thomas Walter Bickett

Thomas Walter Bickett (* 28. Februar 1869 in Monroe, North Carolina; † 22. Dezember 1921 in Louisburg, North Carolina) war ein US-amerikanischer Politiker und der 54. Gouverneur des Bundesstaates North Carolina.

## Frühe Jahre und politischer Aufstieg
Thomas Bickett besuchte bis 1890 das Wake Forest College. Anschließend studierte er an der University of North Carolina Jura. Im Jahr 1893 wurde er als Anwalt zugelassen. Als Mitglied der Demokratischen Partei war er von 1907 bis 1908 Abgeordneter im Repräsentantenhaus von North Carolina. Von 1909 bis 1917 war er Justizminister (Attorney General) dieses Staates.

## Gouverneur von North Carolina
Seine Partei nominierte ihn für die Gouverneurswahlen des Jahres 1916. Nach gewonnener Wahl trat er am 11. Januar 1917 sein Amt an. Seine Amtszeit endete vier Jahre später am 12. Januar 1921. In dieser Zeit wurde das Jugendstrafrecht in North Carolina eingeführt. Außerdem gab es eine Reform des allgemeinen Strafrechts. Das Bildungssystem wurde weiter verbessert und der Straßenbau wurde vorangebracht. In seine Amtszeit fiel auch der Eintritt der USA in den Ersten Weltkrieg. Wie alle anderen Bundesstaaten musste auch North Carolina Soldaten für den Kriegseinsatz stellen. Wirtschaftlich bedeutete der Krieg einen Aufschwung, da auch ein Teil der kriegsnotwendigen Rüstungsgüter in North Carolina produziert wurde.
Nach dem Ende seiner Amtszeit im Januar 1921 war Thomas Bickett als Rechtsanwalt tätig. Er starb  noch im Dezember desselben Jahres. Thomas Bickett war mit Fannie Yarborough verheiratet.